# Liste der Biografien/Arh
Liste der Biografien |
Portal Biografien |
Personensuche
# |
A |
B |
C |
D |
E |
F |
G |
H |
I |
J |
K |
L |
M |
N |
O |
P |
Q |
R |
S |
T |
U |
V |
W |
X |
Y |
Z |
?
 
Aa |
Ab |
Ac |
Ad |
Ae |
Af |
Ag |
Ah |
Ai |
Aj |
Ak |
Al |
Am |
An |
Ao |
Ap |
Aq |
Ar |
As |
At |
Au |
Av |
Aw |
Ax |
Ay |
Az
 
Ara |
Arb |
Arc |
Ard |
Are |
Arf |
Arg |
Arh |
Ari |
Arj |
Ark |
Arl |
Arm |
Arn |
Aro |
Arp |
Arq |
Arr |
Ars |
Art |
Aru |
Arv |
Arw |
Arx |
Ary |
Arz
Die Liste der Biografien führt alle Personen auf, die in der deutschsprachigen Wikipedia einen Artikel haben. Dieses ist eine Teilliste mit 8 Einträgen von Personen, deren Namen mit den Buchstaben „Arh“ beginnt.

## Arh
- Arh Česen, Kristjan (* 1997), slowenischer Fußballspieler

### Arha
- Arḫalba, König von Ugarit
- Århammar, Nils (1931–2022), schwedischer Frisist
- Arhan, Pratama (* 2001), indonesischer Fußballspieler

### Arhe
- Arheilger, Emil (* 1915), deutscher Fußballspieler
- Arhelger, Bernd (* 1965), deutscher Musiker, Komponist und Musikproduzent

### Arhi
- Arhinmäki, Paavo (* 1976), finnischer Politiker (Linksbündnis), Mitglied des ReichstagsPaavo Arhinmäki (* 1976)

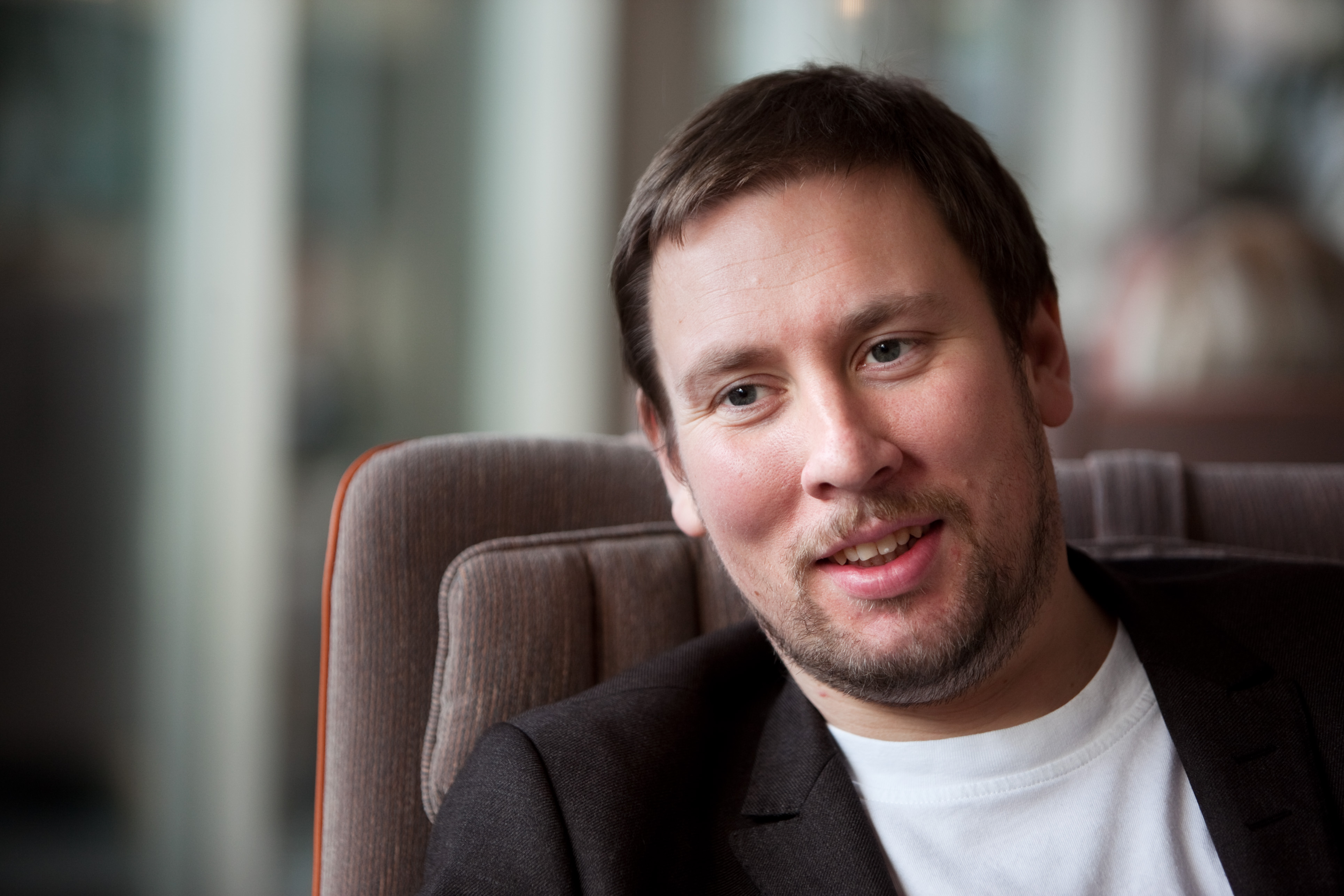
Paavo Arhinmäki (* 1976)

### Arho
- Arhoff, Christian (1893–1973), dänischer Schauspieler